# 赫尔市镇
赫尔市镇（瑞典語：Höörs kommun）是瑞典南部斯科讷省的一个市镇，位于克里斯蒂安斯塔德到马尔默的铁路线上，人口14,000人。

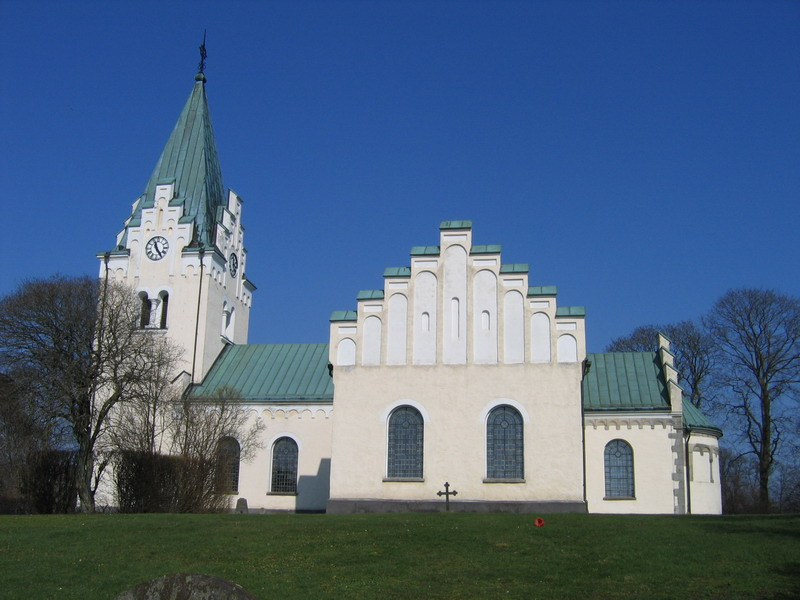
赫尔教堂

灵湖位于市区南面，风景秀丽，是度假胜地。